# Перська імперія
Перська імперія — це назва великої імперії персів, що простягалася від Фракії до північно-західної Індії та Єгипту. Вона існувала в різних формах приблизно від 550 до 330 рр. до н. е. (староперська імперія Ахеменідів) і приблизно з 224 по 651 рік н. е. (новоперська імперія Сасанідів). Однойменним історичним центром Перської імперії була Персія (давньоперською Pārs або Parsa), регіон на південному заході Ірану.
У цій статті розглядається як період Селевкідів, так і іранське Парфянське царство Аршакідів, що прийшло на зміну македонсько-грецькому іноземному пануванню. Багато в чому Сасаніди також спиралися на парфян, тому з міркувань розуміння історії доісламської Персії в цій статті вони розглядаються спільно.
В останні десятиліття історія Персії, особливо часів імперії Ахеменідів, дедалі частіше стає предметом незалежних наукових досліджень. Імперія Сасанідів, з іншого боку, нині розглядається в контексті пізньої античної історії.

## Ахеменіди (550—330 до н.е.)

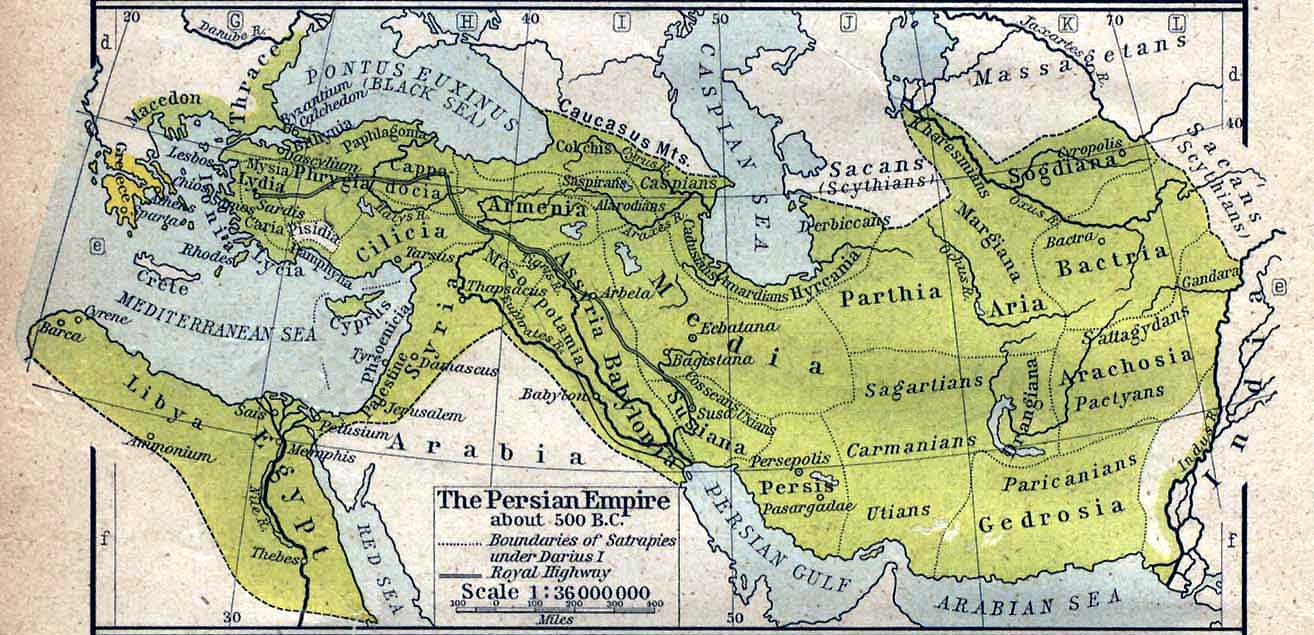
Перська імперія близько 500 р. до н. е.

Порівняно зі своїми попередниками — Новоассирійською та Нововавилоно-халдейською імперіями — імперія Ахеменідів займала найбільшу територію. За час свого існування вона ніколи не зазнавала загрози і в основному зберегла свою територіальну цілісність. Протягом всієї історії імперії не знайдено іноземних держав чи сусідів, з якими перські царі могли б мати справу на рівних.

### Заснування імперії Ахеменідів
Засновником Перської імперії Ахеменідів був Кір II, але її творцем вважають Дарія I. Кір II народився незабаром після 560 року до н. е. Цар Аншану, регіону в Персії під сюзеренітетом мідійців, який занепав після падіння Еламської імперії в 7 столітті до н. е., та мав гегемонію над цією територією близько ста років. Близько 550 р. до н. е. Кіру II вдалося позбутися цієї зверхності. У наступні роки Кір II завоював Мідійське царство і таким чином заклав основи Перської імперії.

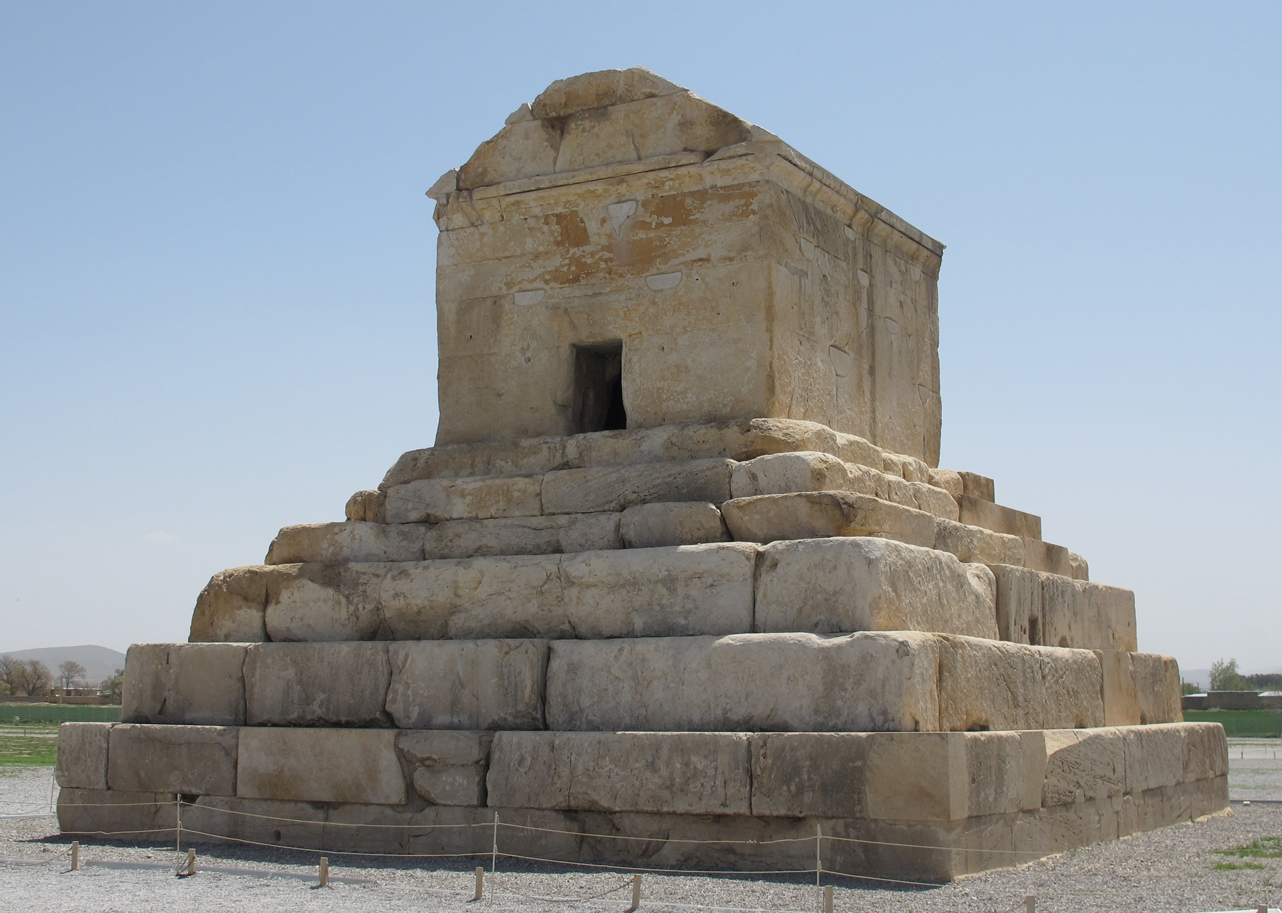
Гробниця Кіра II в Пасаргадах

З перемогою над лідійцями під керівництвом Креза в 541 р. до н. е. Мала Азія, як і грецькі міста-держави там, опинилася в основному під владою персів. 539 року до н. е. Вавилонія також відносно швидко впала до рук Кіра II, оскільки відносини Набоніда з впливовими місцевими священиками храму Мардука були поганими, і, як наслідок, він не знайшов великої підтримки в боротьбі з Кіром II. Із завоюванням Вавилонії Юдея також опинилася під контролем персів. У Біблії перси зображені як визволителі з вавилонського вигнання і є чи не єдиним неєврейським народом, представленим у яскраво позитивному світлі.

### Дарій I і початок перських воєн

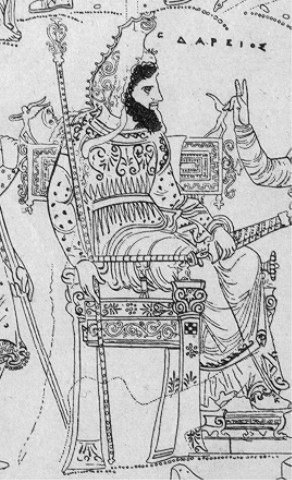
Дарій I (правив 521—486 до н. е.)

Після смерті сина і наступника Кіра Камбіза II (522 р. до н. е.), який включив Єгипет до складу імперії, виникла криза престолонаслідування. Згідно з Бехістунським написом, з'явився маг на ім'я Гаумата і заявив, що він Бардія, син Кіра, якого вважали мертвим. Після того Дарій I переміг самозванця і зійшов на трон. Деякі сучасні науковці припускають, що ця розповідь була не більш ніж спробою виправдати узурпацію трону Дарієм, і що Гаумата насправді міг бути справжнім Бардією — ця теорія поширювалася ще в давні часи.
Дарій I, далекий родич Кіра II, завершив формування імперії, адміністративно організувавши її в сатрапії, зміцнивши економіку та приєднавши частини Індії та Фракії. Крім того, він побудував резиденцію Ахеменідів у Персеполі.
Близько 500 р. до н. е. спалахнуло (ймовірно, через економічні проблеми) повстання греків у Малій Азії, що тривало до 494 р. до н. е. і відоме як Іонійське повстання. Перси відповіли операціями в Егейському морі, в тому числі проти Афін і Еретрії — прихильників повстанців. Втручання Афін, можливо, слід розцінювати як порушення договору з перським царем, оскільки афінські посланці принесли цареві «васальну присягу» 507/6 р. до н. е. За винятком поразки в битві при Марафоні в 490 р. до н. е., перси всюди досягли успіху. Це був початок так званих перських воєн, відомості про які дає нам Геродот, хоча до деяких його спостережень з точки зору учасника слід ставитися з обережністю. Військові конфлікти стали визначальним елементом відносин між грецькими полісами та Перською імперією.

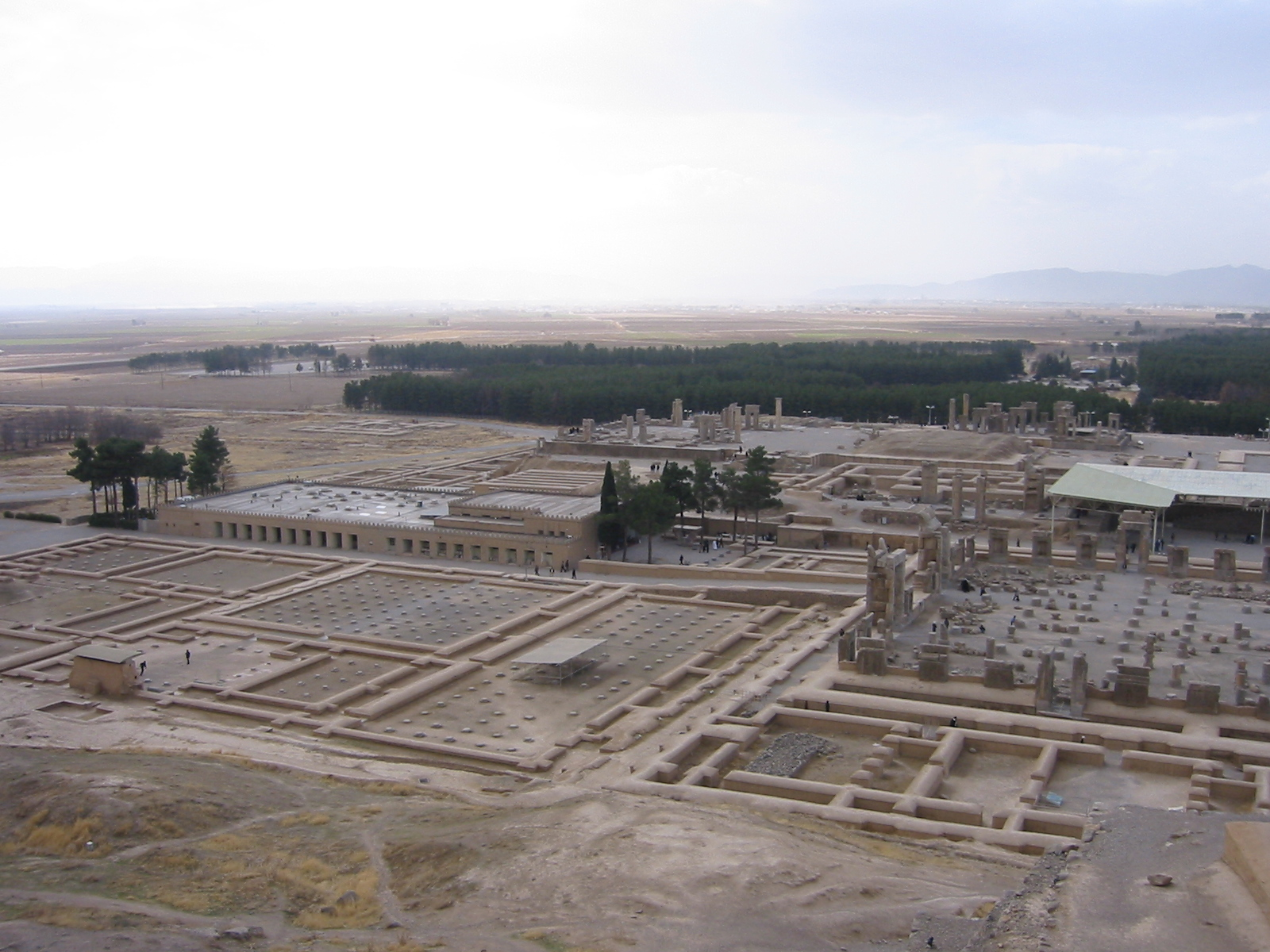
Руїни Персеполя

Набагато масштабніший похід Ксеркса (хоча цифри, передані Геродотом, цілком перебільшені) також провалився: у битві при Саламіні 480 р. до н. е. і в битві при Платеях наступного року переважаючі перси знову зазнали поразки. 481 р. до н. е. Грецька ліга, заснована близько 1000 року до н. е., навіть контратакувала та звільнила греків Малої Азії. Персія на час змирилася з цією втратою, особливо з огляду на кількість внутрішніх проблем, таких як відхід периферійних частин імперії (Єгипет), що мало велике значення через постачання зерна. Крім того, зросла влада сатрапів, деякі з котрих неодноразово повставали наступними роками.
Немає давньосхідних джерел про так звані «перські війни», які відіграють першопланову роль у класичній традиції. Очевидно, цей конфлікт не мав для них такого значення, як для греків. Через відсутність давньосхідних джерел важко зрозуміти наміри персів у походах проти грецьких держав. Можливо, вони прагнули встановити непряме правління через кільце васальних держав. Міркуючи таким чином, воєнні кампанії Егейського регіону можна віднести до фази консолідації Перської імперії, коли потреба у легітимізації перських царів через примус до завоювання вже зменшилася. Подібний зв'язок можна спостерігати в стародавніх східних монархіях-попередниках. У новітні європейські часи, спираючись на грецькі джерела, Захід стилізував ранні події конфлікту і представив його як боротьбу між Заходом і Сходом, між Азією і Європою, між свободою і рабством. Не було помічено багато грецьких міст, які б воювали на боці персів або поводилися нейтрально.

### Від Пелопоннеської війни до Царського миру
Ймовірно, це сталося в 449 році до н. е. Перська імперія закріпила статус-кво, визнавши незалежність малоазійських членів Аттично-Делоської морської ліги, та погодившись із її домінуванням в Егейському морі, у відповідь на що греки не вживали жодних військових дій проти Персії.
У Пелопоннеській війні Афін і Спарти (431—404 рр. до н. е.) Дарій II підтримав Спарту, яка натомість пообіцяла передати Малу Азію персам. Однак, після їх перемоги стався відкритий конфлікт і боротьба між колишніми союзниками. Спарті не вдалося завдати рішучої поразки персам. Сильна позиція Перської імперії, незважаючи на боротьбу за трон між Артаксерксом II і його братом Кіром (див. також знаменитий Анабазис Ксенофонта), виразилася в тому, що вона стала гарантом так званого Царського миру (також званого миром Анталкіда) у 387/86 роках до н. е. У ньому великий перський цар Артаксеркс II домігся остаточного надбання Малої Азії, Кіпру та Клазоменів.
Перська імперія Ахеменідів мала величезну економічну могутність, що стало особливо очевидним у згаданій вище Пелопоннеській війні, коли перські субсидії вирішили війну на користь Спарти, і Персія знову відзначилася як провідна держава. Таким чином, саме Персія виграла найбільше від Пелопоннеської війни, що зруйнувала баланс сил у Греції, де швидко розгорілася боротьба за гегемонію між Афінами, Спартою та беотійськими Фівами.

### Внутрішні справи імперії Ахеменідів
З точки зору організації та ідеології Перську імперію можна охарактеризувати як спадкоємицю давніх близькосхідних попередниць. З іншого боку, характер імперії був багатоетнічним і багатокультурним. Ахеменідські царські написи стверджують, що кордони імперії були ідентичні кордонам світу. Країни, якими цар не керував, не згадувалися. Заворушення розглядалися як внутрішня загроза, а зовнішні противники не відігравали ролі. Історичні події, перелічені на початку правління, поступово зникли з царських написів, так що держава набула самообразу інституції, орієнтованої у вічність і санкціонованої божеством.
Царі переймали місцеві традиції, асимілювали їх і моделювали своє правління в різних регіонах відповідно до місцевих контекстів. Провінції користувалися певним ступенем автономії з центральним офісом, який наглядав за ними. Основою імперії був південно-західний Іран, де протягом століть розвивалася еламсько-перська змішана культура. Справжню столицю перських царів впізнати неможливо, позаяк правитель і його двір багато подорожували.
Цар отримував легітимність через своє походження, божественну санкцію та свої вчинки. Обов'язки та відповідальність перського царя включали гарантування миру та процвітання підданих і земель у впорядкованому світі. Щоб досягти цих цілей, государ мав бути розважливим і володіти надзвичайними фізичними та розумовими здібностями. Завдяки цим навичкам він завойовував прихильність підданих. Коли лояльність ставилася під сумнів, принцип «брехні» перемагав і порядок порушувався. Цар був особою, відповідальною за своїх підданих, пов'язаною нормами, та займав привілейоване становище, що дозволяло йому спілкуватися з богами.
За Дарія I дедалі більше формувалися монархія та імперська еліта з перською ідентичністю. Попередня шлюбна політика між іноземними принцесами та царською родиною була замінена шлюбами всередині перської знаті. Імператорська еліта займала найважливіші посади при дворі та в провінціях, і правитель прив'язував їх подарунками. Велику роль у взаємних зв'язках відігравали ритуали спільного обіду. Лояльність винагороджувалася благодатями, а нелояльність суворо каралася.
Перські царі могли покладатися на бюрократичний апарат, коріння якого сягає корінням у попередні імперії. Архіви розкривають процеси, які тягнулися всією імперією. Багатомовний характер адміністрації особливо очевидний в адміністративних архівах Персеполя, але важливу роль також відігравали місцеві традиції. Стародавні системи писемності збереглися і в Єгипті, і у Вавилонії.
Армія була багатонаціональною. Крім того, був побудований флот, заснований на знаннях завойованих мореплавних міст. Будівництво перського флоту можна назвати так само інноваційним, як і афінську військово-морську програму, започатковану Фемістоклом.

### Александр Македонський і кінець імперії Ахеменідів

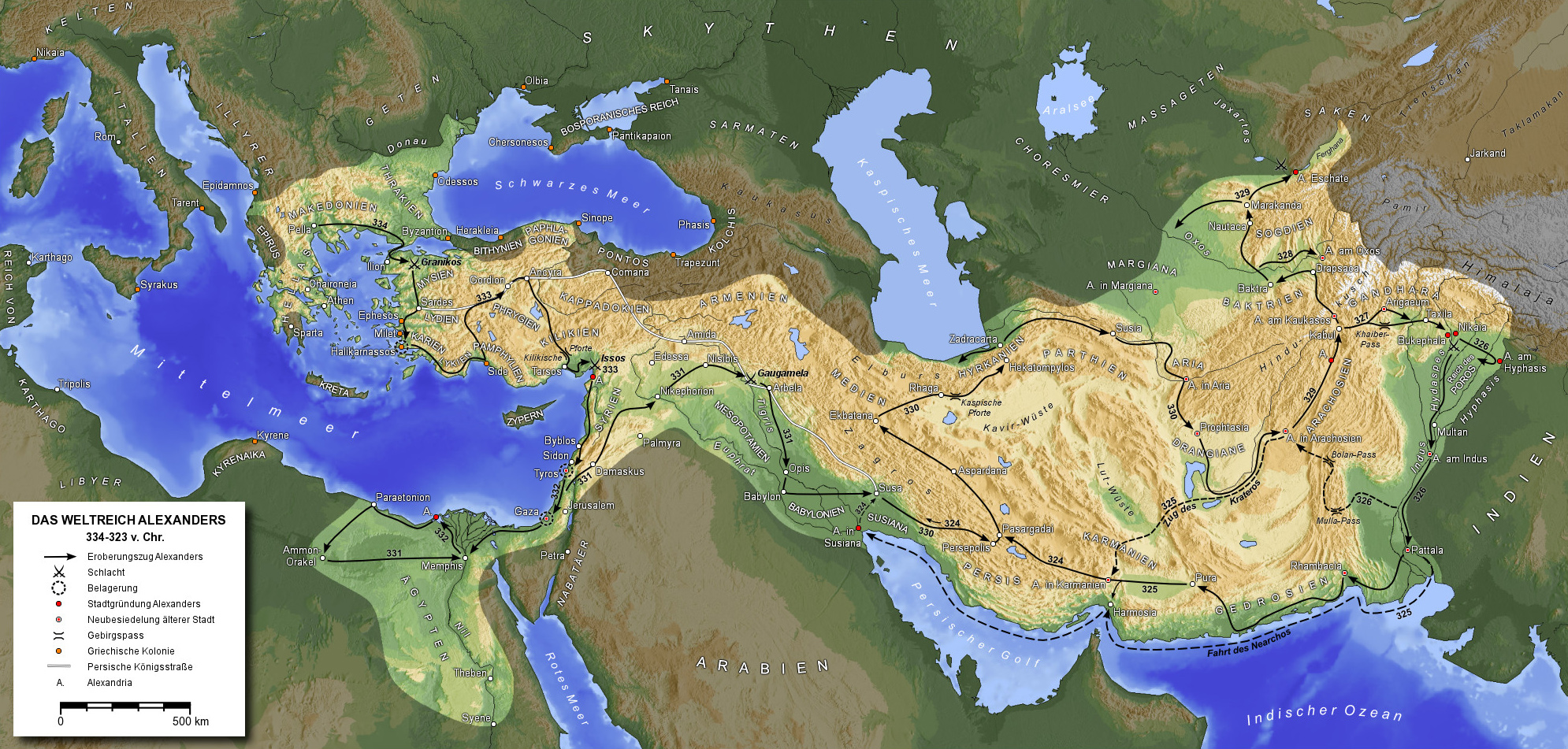
Битви Александра Великого

Кінець імперії Ахеменідів стався із завоюванням македонського царя Александра Великого в 334—330 роках до н. е. Історична наука досі ламає голову над причинами її стрімкого занепаду. Будь-яка форма імперського правління вже давно розглядається з точки зору негативних ознак. Це призвело до того, що вчені визнали фактами розповіді античних письменників, таких як Геродот і особливо Ктесій Кнідський, про занепад імперії та деспотизм царя, і, виходячи з цього, розглядали внутрішній крах імперії як природне явище. Новітня наука критично ставиться до цієї точки зору, оскільки джерела не свідчать ні про поступовий розпад імперії, ні про процес занепаду в правлячому домі чи його оточенні.
Більш пізня модель пояснення припускає діяльного та добре впорядкованого противника Александра Македонського, який зміг перемогти імперію військовим шляхом у кількох битвах і тривалих боях. Тут відіграють роль описи Геродота, який зобразив персів такими, що безнадійно поступалися ворогу у військовому відношенні. Ці факти також все частіше ставляться під сумнів наукою. Сьогодні кінець імперії Ахеменідів сприймається скоріше як несподівана і раптова подія, яку ні Александр Македонський, ні його противник Дарій III не спроможні були передбачити.
Незважаючи на падіння імперії Ахеменідів, ідея світової влади жила спочатку з Александром, а потім з його наступниками в Персії, Селевкідами.

## Селевкіди (305—129 до н.е.)

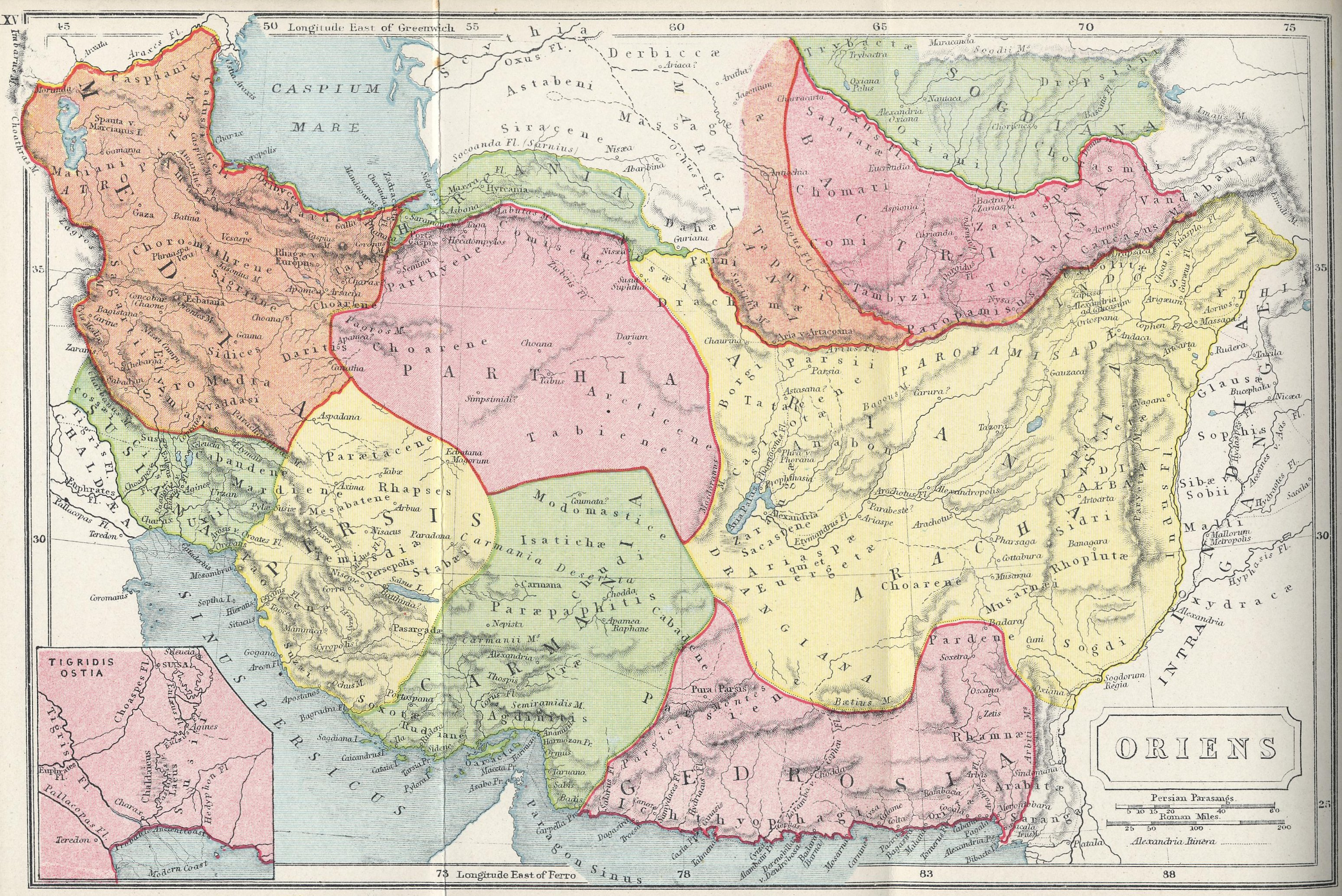
Карта Сходу в античності

Після смерті Александра почалися діадохські війни. На Сході в них переважав сподвижник Александра, Селевк I. Проте сучасний Іран в добу еллінізму лише частково й неповністю перебував під контролем Селевкідів. З огляду на значні простори, а з іншого боку, на невелику кількість греків чи македонців, які повинні були контролювати цей регіон, ранні Селевкіди намагалися створити modus vivendi з місцевими жителями. Така компенсаторна політика спочатку була успішною. Крім того, Селевкіди також проводили цілеспрямовану політику урбанізації, особливо в Сирії, Месопотамії та Бактрії, та вздовж важливих транспортних осей (див. напр. Апамея, Антіохія, Селевкія або Ай-Ханум).
Перші ознаки занепаду з'явилися з падінням Бактрії (приблизно 256 або 240 рр. до н. е.; хронологія дуже невизначена). Селевкіди обмежили своє панування західною частиною сучасного Ірану, а також Месопотамією, Сирією та Малою Азією. На сході в цей вакуум влади увійшли парфяни, близько 240 р. до н. е. заволодівши північним сходом Ірану. Антіох III здійснив знаменитий Анабасис («похід вгору»; мається на увазі похід у Верхні сатрапії, що відбувся приблизно з 212 до 205/04 до н. е.) Однак, щоб змусити ці регіони повернутися під уплив центрального уряду, зрештою довелося задовольнитися формальним сюзеренітетом.
Протягом наступних кількох десятиліть (188—140 рр. до н. е.) Селевкіди втратили майже всі свої східні території через внутрішній розпад їхньої держави та сильну прихильність західних земель до Римської імперії та її союзників. Антіох VII знову зіткнувся з парфянами, але після початкових успіхів поліг у бою в 129 р. до н. е. З подальшою остаточною втратою Месопотамії східна столиця держави, Селевкія на Тигрі, також була завойована парфянами, обмеживши Селевкідів їхніми західними околицями з центром у сучасній Сирії.

## Аршакіди (бл. 240р. до н.е.— 224р. н.е.)
Під час повільного процесу розпаду імперії Селевкідів парфянські (не перські, але іранські) правителі-Аршакіди поступово завоювали регіон, який приблизно збігався з сучасними Іраком та Іраном. За Мітрідата I (171—139/38 до н. е.) у 141 р. до н. е. вони зайняли Месопотамію, обмеживши Селевкідів крайнім заходом їхньої колишньої величезної імперії та підкоривши частини Греко-Бактрійської імперії на сході. Парфяни змогли утвердити себе в регіоні незважаючи на те, що на їх імперію продовжували нападати середньоазійські степові народи (включаючи кушанів), а Рим одночасно активізувався на заході. Невдовзі їхня держава сформувала зв'язок між Римською імперією на заході та Центральною Азією і Китаєм на сході.

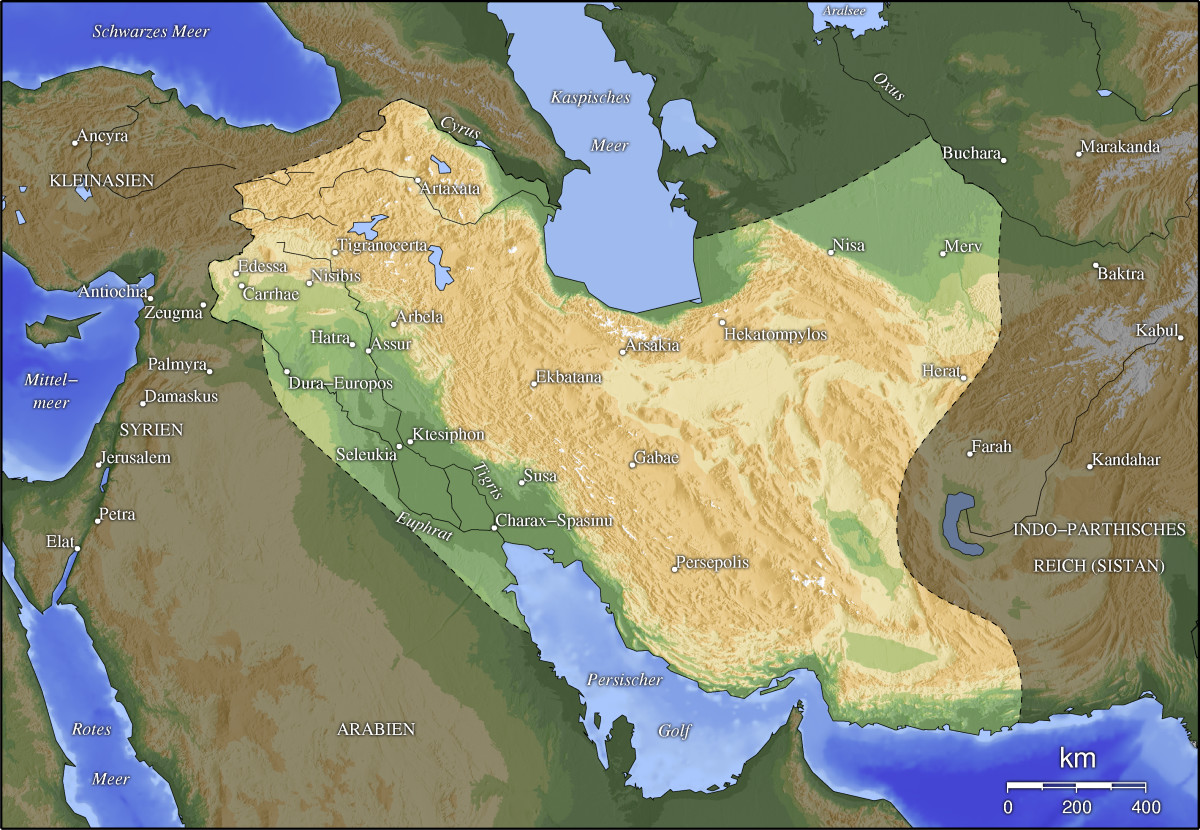
Приблизні розміри Парфянської імперії

Бойові дії, передусім із Римом, спалахнули в 50-х роках І століття до н. е. Вірменія була і залишалася спірним питанням вже за Помпея, а після заснування провінції Сирія в 64/63 до н. е. римляни стали безпосередніми сусідами парфян. Ці зіткнення були дуже мінливими. Наприклад, парфяни виграли битву при Каррах у 53 році до н. е. (захоплені знаки легіонів були повернені царем Фраатом IV першому римському імператорові Августу 20 року до н. е.) Хоча римлянам кілька разів вдалося вторгнутися в імперію — де-факто столиця Селевкія-Ктесифон поблизу сучасного Багдада неодноразово була обложена та завойована — вони так і не змогли заволодіти цією територією надовго, тому їхні вторгнення залишилися епізодом. Це стосується як завоювань Траяна (зі 114 року римські війська поступово взяли під контроль значні частини західного Парфянського царства в Месопотамії, а також завоювали Ктесифон), від яких Адріану довелося знову відмовитися, так і загальних успішних битв за часів Марка Аврелія (162—166). Бойові дії не припинялися навіть протягом Северського періоду (див. напр. Септимій Север і Каракалла). Парфянська армія, яка складалася в основному з кінних лучників і броньованих вершників, довела свою спроможність у конфліктах з Римом.
Як такі, парфяни були дуже відкриті до грецької культури і загалом, здається, були відносно толерантними, хоча й у певних межах. Численні елементи елліністичного правління визначали життя при парфянському дворі, навіть коли на рубежі століть знову посилився іранський вплив (див. Парфянське мистецтво). Шляхта мала досить великі свободи порівняно з царем. Були навіть певні нижчі царі, але попервах вони не загрожували існуванню держави, що загалом мала дуже вільну структуру, хоча внутрішня боротьба в І та ІІ ст. н. е., безсумнівно, ще більше послабила монархію; ймовірно, саме ця слабкість зробила можливим швидке траянове завоювання.
Тим не менш, кінець Аршакідів прийшов зсередини імперії: останній Аршакід, Артабан IV (за іншим рахунком, Артабан V), був звойований нижчим царем Персіди Ардаширом I у 224 році н. е. та загинув у битві при Хурмузгані. Незабаром після цього правління Аршакідів зазнало краху, і керівництво імперією взяла на себе нова династія: Сасаніди, котрі відновили імперію та стали смертоноснішим ворогом Риму, ніж парфяни.

## Сасаніди (224—651)

### Відродження Персії під Сасанідами
Царі Парсу з роду Сасанідів завоювали парфянський регіон протягом кількох років — лише у Вірменії Аршакіди могли залишатися при владі за підтримки римлян до 428 року — і в деяких місцях навіть просунулися далі. Конфлікти цієї Новоперської імперії з Римом і Візантією наклали вирішальний відбиток на історію всієї пізньої античності (див. Римсько-перські війни).
З початком правління Сасанідів грецький елемент був значною мірою витіснений (тенденція, яка почалася вже за парфян на зламі століть), і натомість були підкреслені нібито традиційні іранські цінності: лише тепер народилася «ідея Ірану» (Г. Гнолі), тоді як Аршакідів затаврували як іноземних правителів. Однак кілька парфянських знатних родів змогли порозумітися з Сасанідами і зберегли свій вплив. Наступними роками монархія завжди намагалася використовувати власну свободу дій проти сильного дворянства. Нова династія також шукала релігійної легітимації — тому зороастризм став більш впливовим, ніж будь-коли раніше, хоча не можна говорити про «державну релігію» в строгому сенсі, позаяк до інших культів (зазвичай християнства) ставилися терпимо. У пізньому сасанідському періоді християни зустрічаються навіть у найближчих придворних колах (див. напр. Ширін і Яздін). Зокрема, амбітні плани великих сасанідських царів посилювалися неодноразово сформульованими претензіями бути царем царів Ерану та Анерану (при цьому мається на увазі не сучасна територія Ірану, а вся земля, населена іранцями).
Певне, Сасаніди вважали себе спадкоємцями Ахеменідів (хоча, ймовірно, майже нічого про них не знали і лише невиразно говорили про них як про «предків») і продовжували їх експансивну політику: метою розширення кордонів могло бути відновлення старої Перської імперії — але насправді йшлося, ймовірно, лише про вигнання римлян з Вірменії та Месопотамії. Вже при Шапурі I римляни зазнали болючих поразок. Зрештою, однак, Рим зміг утвердити себе і навіть анексувати території в Месопотамії за Діоклетіана.

### Римсько-перські стосунки— між конфронтацією та співіснуванням
Конфлікт між цими двома великими державами спочатку загострився, але з часом відбулися значні зміни: римляни прийняли Сасанідів як фактично рівних. Для них ці перси були вже не такими варварами, як германці, а цивілізованою, майже однаково міцною, майже рівноправною силою. Парфян римляни ніколи не бачили такими. Сасаніди також дивилися на римлян у подібному світлі, що робить зрозумілими привітання у збереженому листуванні (братання тощо). До VI століття був розроблений складний дипломатичний протокол, якого необхідно було дотримуватися під час (східно-)римсько-перських контактів. Наприклад, стало звичаєм офіційно сповіщати інших про зміну престолу у власному королівстві.
Тим не менш, у IV столітті військові дії не припинялися. Великий цар Шапур II вів тривалу війну проти римлян, про що ми маємо докладний звіт історика Амміана Марцелліна. Коли римський імператор Юліан загинув у поході проти персів у 363 році, Шапур II змусив його наступника Йовіана укласти невигідний для римлян мир: райони Месопотамії навколо Нісібісу, які римляни завоювали під керівництвом Діоклетіана в 298 році, відійшли персам. Всередині держави Шапур II також розпочав довготривале політично мотивоване переслідування християн.
Ймовірно, 387 р. (дата спірна) Шапур III і римський імператор Феодосій I підписали угоду: стародавнє яблуко розбрату, Вірменія, було розділене; Сасаніди отримали чотири п'ятих її землі (див. Парсарменія). З цього моменту в наступні десятиліття бойові дії стали значно рідшими: окрім двох коротких воєн за Феодосія II, між двома великими державами панував мир із 387 по 502 рік.
У цей час римляни були стурбовані наслідками так званого переселення народів, тоді як Сасаніди були прив'язані до північно-східного кордону з пізньоантичною Центральною Азією. Там, у середині IV століття, кількома хвилями виникали кочові племена, що виявилися затятими противниками персів. Вчені називають їх іранськими гунами (починаючи з хіонітів, кідаритів і пізніше ефталітів). Цар Пероз I (465—484), наприклад, зазнав кількох поразок від ефталітів, останньої з яких він не пережив. Починаючи з його правління, монархи ставилися здебільшого терпимо до Ассирійської церкви Сходу.

### Маздакітський рух і час Хосрова I— вершина сасанідської доби
Всередині також були кризи та серйозні конфлікти. Впливове дворянство, мабуть, намагалося розширити свої права за рахунок царя, проте Кавад I (який був скинутий, але повернув собі трон у 499 році) рішуче їм протистояв. Очевидно, він підтримував маздакітів, які, ймовірно, були релігійно-соціально-революційним рухом нижчих класів. Однак це виявилося не меншою проблемою. Тільки великий цар Хосров I, значний супротивник імператора Східної Римської імперії Юстиніана, розгромив рух і обмежив владу знаті.
За Хосрова I (званого Ануширваном, «з безсмертною душею»), який, як кажуть, провів далекосяжні реформи, імперія Сасанідів досягла свого піку. Вона змогла встояти проти Східної Римської імперії в тривалій війні з перервами (на користь Хосрова грало те, що Східний Рим був пов'язаний із Заходом політикою Реставрації Юстиніана); для цього періоду доступний детальний опис історика Прокопія Кесарійського, за яким Агатій, Менандр Протектор і, нарешті, Феофілакт Сімокат описали події приблизно до 602 року.

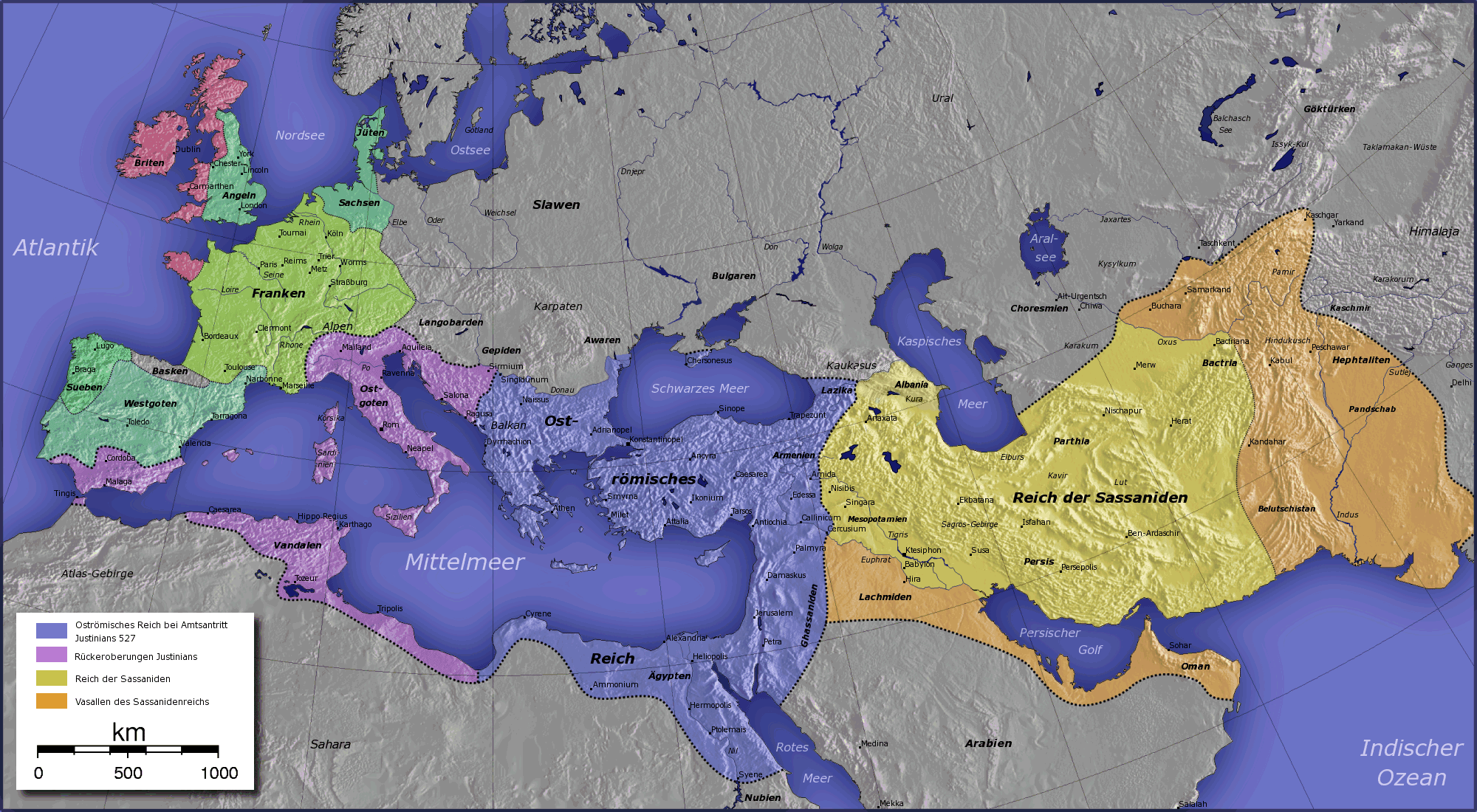
Сасанідська імперія та Середземноморський світ за часів Хосрова I (бл. 550 р. н. е.)

У 532 році обидві великі держави уклали «вічний мир», який тривав лише кілька років. Вже в 540 році Хосров вторгся в Сирію, скориставшись залученням Юстиніана в західному Середземномор'ї. Наступні роки характеризувалися мінливими битвами між Східним Римом і Персією, аж поки у 562 році було підписано мирний договір. Хосрову вдалося захистити кордон від степових народів (королівство ефталітів було розгромлене за допомогою тюрків близько 560 р.) Культурно це також був найважливіший етап Сасанідської Персії, а в багатьох відношеннях і всієї Стародавньої Персії. Проте, війна знову спалахнула в 572 році, коли римляни і тюрки спільно напали на Персію, але Хосров зміг подолати військову кризу; війна закінчилася тільки 591 року, вже по смерті Хосрова I. Пам'ять про нього дуже довго лишалася живою на Сході, тому саме його вважали ідеальним, справедливим царем (див. напр. Аннали Табарі, який міг спиратися на сасанідські джерела) — на відміну від описів у західних джерелах.

### Останній пік і падіння— від Хосрова II до ісламської експансії
Наступники Хосрова не змогли зберегти цей стан. Його син Гормізд IV був скинутий і вбитий у 590 році, а його син Хосров II був вигнаний за кілька тижнів, проте повернувся у 591 за східноримської підтримки. Він дуже віддячив римлянам. Після смерті імператора Маврикія, убитого під час внутрішніх заворушень, Хосров II став його месником, внаслідок чого в 603 році спалахнула остання й найбільша римсько-перська війна. До 619 року Сирія та Єгипет припинили опір, і Сасаніди почали адміністративно включати завойовані території до імперії. Стара Ахеменідська імперія, здавалося, знову відродилася.
Християнська дружина Хосрова ІІ Ширін († 628; див. також епос Нізамі «Хосров і Ширін») прихильно ставилася до християн і, ймовірно, отримала реліквію Хреста після завоювання Єрусалиму. Вона також намагалася, щоб її син Марданшах став престолонаступником. Наприкінці правління Хосрова імператор Іраклій домігся майже неймовірного: незважаючи на напружену ситуацію, він провів успішну кампанію проти Сасанідів, які зазнали поразки в битві при Ніневії в грудні 627 року. У той же час імператор зміг переконати тюрків вторгнутися до східного Ірану і втягнути Сасанідів у війну на два фронти. На відміну від 572 року розрахунок спрацював: Хосров II, який відреагував на звістку про поразку під Ніневією втечею, але не хотів закінчувати війну зі Східним Римом, був убитий знаттю на початку 628 року. Його наступником став Кавад II, але невдовзі він помер, спалахнула боротьба за трон, а Візантія відновила втрачені території (629/30). Сасанідська імперія незабаром була повністю знекровлена тривалими війнами та подальшою багаторічною громадянською війною з постійною зміною правителів (у тому числі жінок-правителів). Тільки Єздигерд III досить міцно сидів на троні з кінця 632 р., але він вже не мав можливості знову консолідувати імперію.
Як наслідок, арабам-мусульманам було відносно легко в їхній завойовницькій війні проти двох ослаблених великих держав пізньої античності (див. Ісламська експансія). У 634 році перси все ще могли відбитися від них у битві біля мосту, але потім мусульмани за відносно короткий час завоювали не лише східні римські провінції, але й Месопотамію — після поразки персів у битві при Кадисії на сьогоднішньому півдні Іраку (ймовірно 638). У 642 році вони розгромили останню сасанідську армію в битві при Негавенді. Єздигерд III був убитий у 651 році біля Мерва на північному сході Ірану. Спроби його сина Пероза повернути трон за допомогою китайців не увінчалися успіхом. Остання стародавня східна доісламська імперія, таким чином, загинула — і разом з цим закінчився важливий розділ стародавньої історії, навіть при тому, що сасанідські традиції сильно позначилися на пізнішому Аббасидському халіфаті в Багдаді. У наступний період населення Ірану поступово ісламізувалося, хоча зороастрійці довгий час становили значну меншість. Однак перси змогли зберегти свою мову і культуру до наших днів.